# Покровка (Локтівський район)
Покро́вка (рос. Покровка) — село у складі Локтівського району Алтайського краю, Росія. Адміністративний центр та єдиний населений пункт Покровської сільської ради.

## Населення
Населення — 931 особа (2010; 1057 у 2002).
Національний склад (станом на 2002 рік):
- росіяни — 93 %